# Кім Джон Бу
Кім Джон Бу (кор. 김종부, нар. 13 січня 1965, Тхонйонг) — південнокорейський футболіст, що грав на позиції нападника. По завершенні ігрової кар'єри — тренер. З 2016 року очолює тренерський штаб команди «Кьоннам».
Виступав, зокрема, за клуб «Деу Ройялс», а також національну збірну Південної Кореї, у складі якої був учасником чемпіонату світу 1986 року.
Чотириразовий чемпіон Південної Кореї.

## Клубна кар'єра
У дорослому футболі дебютував 1988 року виступами за команду клубу «ПОСКО Атомс», в якій провів один сезон, взявши участь у 33 матчах чемпіонату і вигравши свій перший титул чемпіона Південної Кореї.
Своєю грою за цю команду привернув увагу представників тренерського штабу клубу «Деу Ройялс», до складу якого приєднався 1990 року. Відіграв за пусанську команду наступні три сезони своєї ігрової кар'єри. 1991 року знову став чемпіоном країни.
Протягом 1993—1994 років захищав кольори команди клубу «Соннам Ільхва Чхонма», у кожному з цих двох сезонів його команда виходила переможцем національної футбольної першості, хоча сам Кім майже не грав.
Завершив професійну ігрову кар'єру у клубі «Деу Ройялс», кольори якого знову захищав 1995 року.

## Виступи за збірні
1983 року залучався до складу молодіжної збірної Південної Кореї. На молодіжному рівні зіграв у 6 офіційних матчах, забив 2 голи.
1984 року дебютував в офіційних матчах у складі національної збірної Південної Кореї. Протягом кар'єри у національній команді, яка тривала 7 років, провів у формі головної команди країни лише 14 матчів, забивши 3 голи.
У складі збірної був учасником чемпіонату світу 1986 року в Мексиці, де взяв участь у двох іграх групового етапу і відзначився голом у грі проти збірної Болгарії, який приніс його команді нічию 1:1 і, відповідно, єдине турніне очко на цій світовій першості.

## Кар'єра тренера
Розпочав тренерську кар'єру невдовзі по завершенні кар'єри гравця, 1997 року, очоливши футбольну команду Вищої школи Geoje. До 2010 року працював тренером на рівні університетського і шкільного футболу.
Згодом тренував нижчолігові команди «Янгджу Сітізен» і «Хвасонг». 2016 року очолив тренерський штаб команди «Кьоннам».
| Дата       | Місто        | Господарі      | Результат | Гості          | Турнір                     | Голи | Примітки |
| ---------- | ------------ | -------------- | --------- | -------------- | -------------------------- | ---- | -------- |
| 3-6-1984   | Пусан        | Південна Корея | 2 – 0     | Гватемала      | Кубок Президента 1984      | -    | 46'      |
| 30-9-1984  | Сеул         | Південна Корея | 1 – 2     | Японія         | Щорічний матч Корея-Японія | -    | 46' 54'  |
| 26-10-1985 | Токіо        | Японія         | 1 – 2     | Південна Корея | Відбір до ЧС 1986          | -    | 46'      |
| 3-11-1985  | Сеул         | Південна Корея | 1 – 0     | Японія         | Відбір до ЧС 1986          | -    |          |
| 3-12-1985  | Лос-Анджелес | Мексика        | 2 – 1     | Південна Корея | товариський матч           | -    |          |
| 8-12-1985  | Ірапуато     | Угорщина       | 1 – 0     | Південна Корея | Турнір Мексики             | -    |          |
| 11-12-1985 | Гвадалахара  | Мексика        | 2 – 1     | Південна Корея | Турнір Мексики             | 1    |          |
| 13-12-1985 | Мехіко       | Південна Корея | 2 – 0     | Алжир          | Турнір Мексики             | 1    |          |
| 16-2-1986  | Гонконг      | Південна Корея | 1 – 3     | Парагвай       | Турнір Гонконга            | -    |          |
| 5-6-1986   | Мехіко       | Південна Корея | 1 – 1     | Болгарія       | ЧС 1986 - 1-й етап         | 1    | 46'      |
| 10-6-1986  | Пуебла       | Південна Корея | 2 – 3     | Італія         | ЧС 1986 - 1-й етап         | -    | 70'      |
| 10-8-1989  | Лос-Анджелес | Мексика        | 4 – 2     | Південна Корея | Кубок Marlboro 1989        | -    | 46'      |
| 29-7-1990  | Пекін        | Південна Корея | 1 – 0     | Північна Корея | Кубок Династії 1990        | -    | 46'      |
| 31-7-1990  | Пекін        | Південна Корея | 1 – 0     | КНР            | Кубок Династії 1990        | -    |          |
| Усього     |              | Матчів         | 14        |                | Голів                      | 3    |          |

## Титули і досягнення
- Переможець Юнацького (U-19) кубка Азії: 1982
- Чемпіон Південної Кореї (4):

«ПОСКО Атомс»:  1988
«Деу Ройялс»:  1991
«Соннам Ільхва Чхонма»:  1993, 1994